# Coulter-Zähler
Ein Coulter-Zähler ist ein vorwiegend in der medizinischen Labordiagnostik eingesetztes Messgerät zur Bestimmung der Anzahl von Partikeln in einer elektrisch leitfähigen Flüssigkeit. Er dient unter anderem bei der Erstellung eines Blutbildes dazu, die Anzahl der Zellen im Blut, beispielsweise der Leukozyten, automatisch zu bestimmen. Das zugrundeliegende Coulter-Messprinzip ist ein Verfahren aus dem Bereich der Durchflusszytometrie. Weitere, modifizierte Messgeräte, die auf dem Coulter-Messprinzip beruhen, werden unter anderem in der Werkstofftechnik und im Bereich der Qualitätskontrolle eingesetzt. Der Coulter-Zähler und das zugrundeliegende Prinzip wurden Ende der 1940er Jahre von Wallace H. Coulter entwickelt und 1953 patentiert.

## Funktionsprinzip

Prinzip des Coulter-Zählers: Die Änderung des gemessenen elektrischen Stroms ist proportional dem Partikelvolumen bei Durchgang durch die Filteröffnung

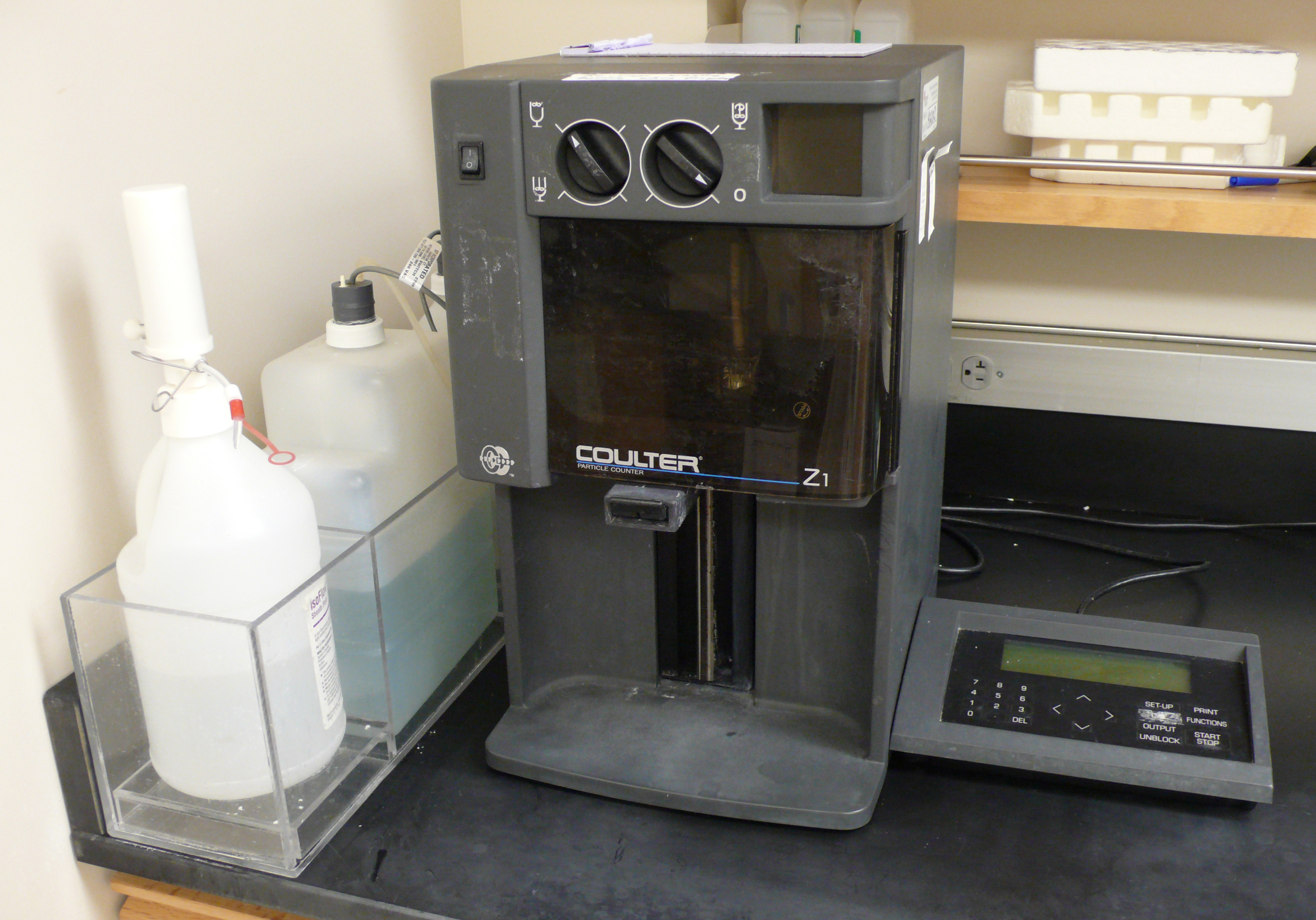
Coulter-Zähler im Labor

Das Prinzip des Coulter-Zählers basiert auf der Messung der Änderung der mittleren elektrischen Leitfähigkeit zwischen zwei Elektroden. Diese tauchen in eine elektrisch leitfähige Flüssigkeit, die Partikel mit einer zur Flüssigkeit unterschiedlichen Leitfähigkeit enthält. Zur Zählung der Partikelanzahl besteht die Messeinrichtung aus zwei Messkammern, wie in der rechten schematischen Darstellung abgebildet. In jede der beiden Kammern, die durch eine schmale Öffnung voneinander getrennt sind, taucht eine Messelektrode. Die Größe der Öffnung richtet sich nach der zu messenden Partikelgröße. Ihr Durchmesser sollte nur wenig größer als der maximale Partikeldurchmesser sein.
Zur Zählung wird durch eine externe Pumpe in einer der beiden Kammern ein Unterdruck erzeugt. Dadurch kommt es zu einer Strömung zwischen den beiden Kammern. Die dabei mitgerissenen Partikel verändern bei dem Passieren der Öffnung den gemessenen elektrischen Widerstand zwischen den Elektroden. Die kleinen Änderungen des gemessenen elektrischen Widerstandes werden elektronisch verstärkt, und das so gebildete Messsignal kann zur Kontrolle direkt auf einer Anzeige dargestellt werden. Partikel kleiner als die Messöffnung führen nur zu einer kleinen Signaländerung, während Partikel maximaler Größe zu einer größeren Signaländerung führen. Durch die Auswertung der Signalstärke kann damit die Größe des Partikels bei Durchgang klassifiziert werden. Zur automatischen Auswertung wird die Anzahl der Pulse innerhalb eines bestimmten Zeitfensters einem digitalen Zähler zugeführt, und der ermittelte Zählerstand wird direkt angezeigt. Je nach Umfang der Auswertung kommen mehrere Zähleranzeigen zur Anwendung, die je nach Signalstärke nur bestimmte Partikelgrößen zählen und so auch eine Aussage über die Mengenanteile der einzelnen Partikel in der Flüssigkeit erlauben.